# SN 2007gg
SN 2007gg – supernowa typu Ib/c odkryta 28 lipca 2007 roku w galaktyce A025222+1631. W momencie odkrycia miała maksymalną jasność 19,10m.